# グレコローマンレスリング
グレコローマンレスリング（米: Greco-Roman、英: Graeco-Roman）、クラシック・レスリング（欧州）、またはフランス式レスリング（ロシア、1948年まで）は、世界中で実践されているレスリングのスタイルである。「グレコローマン」は「ギリシア＝ローマ式」の意味。誤りであるが本種目の事を俗称や文脈として通じる場合に単に「グレコローマン」と呼ぶ場合がある。また、報道などでさらに短縮して「グレコ」と呼ぶ場合もある。
1896年に開催された初の近代オリンピックで競われ、1904年大会以降の全ての夏季オリンピックで競技種目となっている。このレスリングスタイルは腰より下（下半身）をホールドすることを禁じており、これがフリースタイルレスリング（オリンピックで競われている別形態のレスリング）とグレコローマンを差別化する主な要素である。この制限によって投げ技に重きが置かれることになる。なぜなら、レスラーは相手をグラウンド（地面）に倒すために相手をつまずかせる技を使うことができず、投げられるのを避けるために相手の脚に自分の脚を引っ掛けたり掴んだりすることができないためである。
グレコローマンレスリングは国際的に実践されているいくつかのアマチュア競技レスリングの1つである。世界レスリング連合によって認められているその他のレスリング法規は、男子フリースタイルレスリング、女子フリースタイルレスリング、グラップリング（サブミッションレスリング）、パンクラチオン、アリシュ（ベルトレスリング）、パフラヴァーニーレスリング、ビーチレスリングである。グレコローマンは男子のみで、女子の大会は行われていない。2013年にレスリングがオリンピックの中核競技から除外された後に追加競技として何とか東京オリンピックでの実施種目として残った際、レスリング界の汚職や八百長問題に加えて、「なぜ女子はグレコローマンがないのか」という質問も国際オリンピック委員会（IOC）からなされ、女子への普及が遅れており、技の攻防が少ないグレコローマンの廃止も懸念される事態となった。
「グレコローマン（ギリシア＝ローマ式）」という名称が付けられているが、これは箔付けのためで、実際は古代ギリシアで行われていたレスリングとは形態が異なる。グレコローマンの起源は、ヨーロッパの民俗レスリングにある。フランスでは1830年代には、祭りやサーカスでプロレスラー同士の試合や素人相手の腕試しなどが行われていた。当時のレスリングスタイルは残虐性が高かったが、1848年にフランスの興業師ジャン・エクスブライヤが最初の近代的なサーカスレスリング団を作り、ベルトから下のホールドを禁止するという現在のグレコローマンにつながるルールを作った。このルールは大陸ヨーロッパ各地で人気を博し、「グレコローマン」または「フランス式」レスリングと呼ばれるようになり、1875年からはプロレスラーの間で世界グレコローマンヘビー級選手権が争われた。アマチュア競技化も進み、初の近代オリンピックである1896年アテネオリンピックでもグレコローマンレスリング競技が開催された。一方で、イギリスで発展したキャッチ・アズ・キャッチ・キャンと呼ばれるスタイルは、現在のフリースタイルレスリングの源流の1つとなった。
グレコローマンスタイルは旧ソ連、東欧、中近東で人気がある。

## 歴史
「グレコローマン」という名称は、地中海周辺の古代文明、特に古代ギリシャのオリンピックで見られたレスリングに似ているという意味で付けられた。当時の選手は、最初は体にぴったりした短いズボンを履いていたが、後には互いに裸で対戦していた。
ヨーロッパの民族レスリングの多くのスタイルからグレコローマン・レスリングが生まれたと推測されている。世界レスリング連合によると、このスタイルを最初に開発したのはナポレオン1世（在位1804年 - 1814年、1815年）時代の近衛兵で興業師のジャン・エクスブライヤ（? - 1872年）であるとされる。エクスブライヤは最初の近代的サーカスレスリング団を作り、1848年に腰から下のホールドや、相手を傷つけるような痛みを伴うホールドやねじりを禁止するルールを制定して、これを « lutte à mains plates »（平手レスリングの意味）と呼んだ。しかしながら、この名称は少なくともフランス革命（1789年 - 1795年）以降既に使われていた。エクスブライヤ以前は、パンチが許された « lutte de boxe »（ボクシングレスリングの意味）との対比でこの名称が使われていた。« lutte à mains plates » は守備的レスリングであり、安全性のために打撃は平手でのみ行われていたためこう呼ばれた。「フレンチ（フランス式）レスリング」とも呼ばれたエクスブライヤのレスリングスタイルは、ヨーロッパ各地で発展し、人気のあるスポーツとなった。イタリアのレスラー、バジリオ・バルトレッティは、「古代の価値観」への関心を強調するために、このスポーツを「グレコローマン（Greco-Roman、ギリシア＝ローマ式）」という言葉で表現した。18世紀から20世紀にかけて、多くの人々が古代の運動競技との関連性を見出すことによって現代の運動競技の価値を高めようとした。18世紀に出版されたヨハン・クリストフ・グーツ・ムーツの著書『Gymnastics for Youth（青少年のための体操）』には、「オルソパレ（orthopale）」（プラトンがレスリングの立ち技を表現するのに使った言葉）と呼ばれる小学生のレスリングが紹介されているが、下半身のホールドについては言及されていない。実際の古代レスリングはかなり異なるものであった（古代ギリシアのレスリングを参照されたい）。

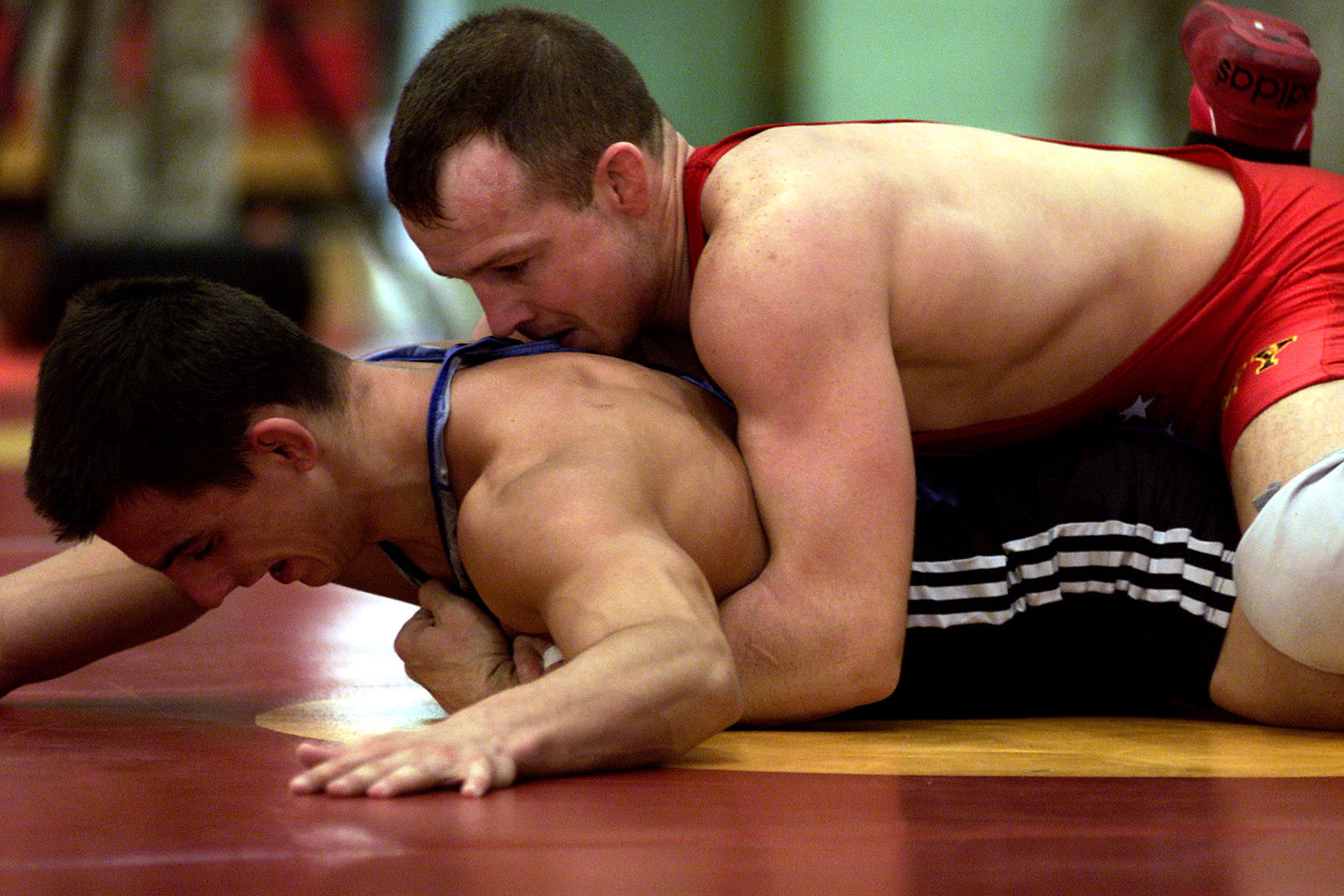
マットの上でも、グレコローマン・レスラーは、足を使わずに相手の肩をマットに回してフォールする方法を考えなければならない。

イギリスでは制限の少ないフリースタイルレスリングと比べてグレコローマンレスリングの人気はなく、アメリカでも南北戦争後にウィリアム・マルドゥーン（成功したニューヨークの酒場フリースタイルレスラーで、普仏戦争に従軍して、フランス式のスタイルを学んだ）がグレコローマンの振興に尽力したにもかかわらず人気がなかった。しかしながら、ヨーロッパ大陸では、グレコローマンスタイルが大いに推進された。19世紀にはほぼ全ての大陸ヨーロッパの首都がグレコローマンの国際大会の開催地となり、入賞者にはかなりの賞金が贈られた。例えば、ロシアのツァーリは自身の主催する大会へ参加するレスラーには訓練のために500フランを支払い、大会優勝者には5000フランの賞金を授与した。グレコローマンレスリングはすぐに大陸ヨーロッパにおいて権威ある競技となった。グレコローマンは近代オリンピックに登録された最初のレスリングスタイルである。1896年のアテネ大会ではヘビー級の1種目のみが行われ（1896年アテネオリンピックのレスリング競技）、20世紀に人気が高まっていた。1900年のパリ大会と1904年のセントルイス大会（フリースタイルのみが開催）を除いて夏季オリンピックで毎回オリンピック種目として採用されている。
19世紀のグレコローマンレスラーの中でおそらく最もよく知られていたのは、「ロシアの獅子」の異名を取ったロシア帝国タルトゥ生まれのジョージ・ハッケンシュミットであった。ハッケンシュミットは1898年、21歳の時に15か月の訓練を受けて、ロシアのサンクトペテルブルクで行われた試合で経験豊富なポール・ポンを破った。1900年、ハッケンシュミットはモスクワとサンクトペテルブルクでのプロ大会と、その後の国際大会数大会で優勝した。イングランドでフリースタイルとグレコローマンの両方の試合でトム・ジェンキンス (レスラー)（アメリカ合衆国）を破った後、ハッケンシュミットはもっぱらフリースタイルで闘った。これは、イングランド、オーストラリア、アメリカの相手と競い合うためであった。グレコローマンとフリースタイルで2000勝以上したハッケンシュミットは、引退後貴族院の体育顧問を務めた。
グレコローマンレスリングにおけるプロの試合は残虐性が高いことで知られていた。ボディースラム、チョークホールド、ヘッドバットが許され、対戦相手を弱らせるために腐食性物質さえも使われた。19世紀終わりまでには、爪を使ったえぐり、パンチ、相手の腹の周辺へ両腕を激しく叩きつける行為は禁止された。グレコローマンの試合は試合時間の長さでも有名であった。プロレスリングでは、試合が2時間から3時間続くことも珍しいことではなかった。ニューヨークのTerrace Garden Theaterで行われたウィリアム・マルドゥーンとクラレンス・ウィスラーとの戦いは8時間に及んだ（結果は引き分け）。1912年のオリンピックにおいてさえ、ロシア（エストニア）のマルティン・クレインとフィンランドのアルフレッド・アシカイネンとの試合は11時間40分続いた。この試合はクレインが勝利したが、翌日の決勝戦では前日の試合の疲労が祟り、銀メダルに終わった。この記録は後に「ギネス世界記録」に収録された。1921年に国際アマチュアレスリング連盟（IAWF）がグレコローマンレスリングの統括団体となった。以後、試合時間は劇的に短縮され、今日、レスラーの生命を危険にさらす全ての動作が禁止されている。プロレスラーのルー・テーズ（最初は主にグレコローマンで訓練を積んだ）は、初期のテレビ放映試合でグレコローマン式のバックドロップを世に広めた。
オリンピックでは、ソビエト連邦、ブルガリア、トルコ、大韓民国、ルーマニア、日本、スウェーデン、フィンランドといった国々が大きな成功を収めてきた。スウェーデンのカール・ヴェステルグレーンは1920年、1924年、1932年大会で金メダルを3度獲得した（グレコローマンで史上初）。アレクサンドル・カレリンも1988年、1992年、1996年大会で3度金メダルを獲得した。スウェーデンのイーヴァル・ヨハンソンはグレコローマンで1932年と1936年、フリースタイルで1932年に金メダルを獲得した。

## 階級
現在、国際グレコローマンレスリングは5つの年齢別カテゴリー（U15、U17〈旧カデット〉、U20〈旧ジュニア〉、シニアU23、シニア）に分かれている。また、グレコローマンのみ、35歳以上の「ベテラン」という特別なカテゴリーが存在する。体重別階級は国や大会によって様々である。全日本レスリング選手権2022年大会と2022年レスリング世界選手権の男子グレコローマンは55kg級、60kg級、63kg級、67kg級、72kg級、77kg級 、82kg級、87kg級、97kg級、130kg級の10の階級で争われた。2024年夏季オリンピックパリ大会では、60kg級、67kg級、77kg級、87kg級、97kg級、130kg級の6つの階級で争われる。

## マットのレイアウト
試合は、安全性を確保するために衝撃吸収機能を持つ厚い円状のゴム製マット上で行われる。オリンピック、全ての世界選手権、およびワールドカップではマットは新品でなければならない。主な競技エリアは直径9メートルの円で、外側1.5メートルは「プロテクションエリア」と呼ばれる。直径9メートルの円内部、円の外縁の幅1メートルの赤い帯は「パッシビティゾーン」と呼ばれる。パッシビティゾーンの内側が直径7メートルの「セントラルレスリングエリア」である。

## 備品
シングレット
スパンデックス製の上下一続きのレスリング着。対戦する一方が赤色、もう一方が青色を通常着用する。
レスリングシューズ
マット上で滑らないように靴底は大抵ゴム製である。
ハンカチ
シングレット内に携帯する。出血時には、シングレットからハンカチを取り出し、出血を止めようとしたり、マット上に落ちた体液を掃除したりする。
ヘッドギア
選手の耳を保護するために着用される。グレコローマンでは任意である。

## 試合

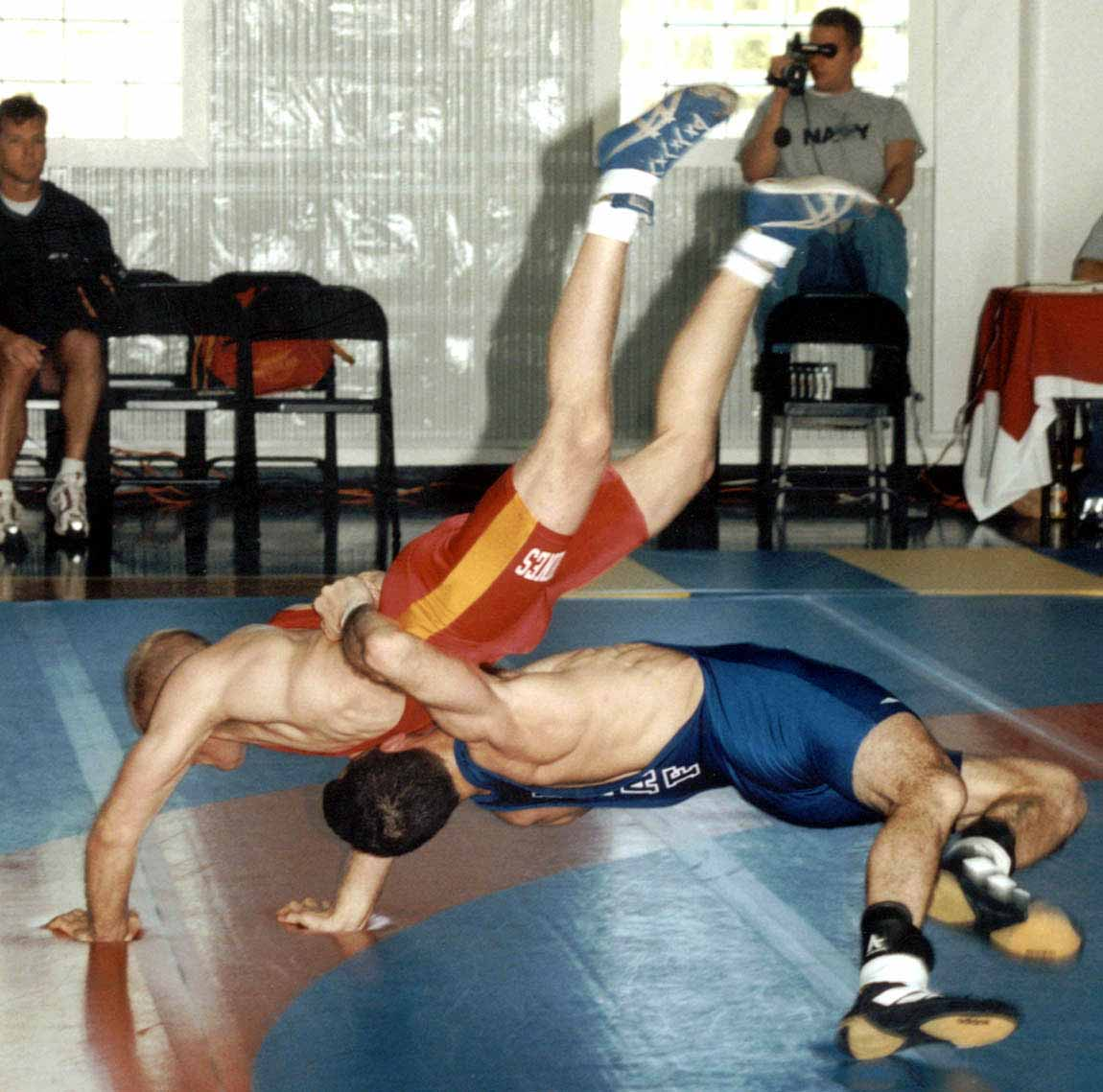
この写真で見られるようなグランドアンプリチュード（リフト技）はピリオドを奪取できる可能性があるが、両方の選手が複数箇所怪我をする極めて高いリスクを負う。選手は怪我を避けるために身体的な強さと柔軟性と技の精度を必要とされる。

試合は同じ階級の2人のレスラー間で競われる。グレコローマンレスリングでは、マットチェアマン1名、レフリー1名、ジャッジ1名の3名の審判員が試合を担当する。大会にはジュリー（裁定委員）が設けられる。レフリーは中央でのアクションをコントロールし、アクションの開始と停止を知らせるためにホイッスルを吹き、技と反則による得点を監督する。ジャッジはマットの横に座り、得点を付けて、様々な判断についてレフリーによって必要とされた時に承認を与える。マットチェアマンは得点テーブルに座り、時間を測り、技術的優勢を宣言する責任を負い、レフリーとジャッジの仕事を監督する。レフリーによって観察されたフォールは、もしマットチェアマンによって確認されれば有効となる。

### 現在の試合形式
試合は3分ハーフの前後半で争われ、フォール、技術的優位性、あるいは両ピリオドの累計ポイントによって勝者が決まる。現代の形式はマットレスリング（パーテレ, par terre）よりも立った状態でのレスリングを重視している。以前の形式と対照的に、パーテレはテイクダウンや投げの結果としてか、違反（例えばパッシビティ）を犯した時にのみ生じる。
各試合前に、各レスラーの名前が呼ばれ、レスラーは自身の色が割り当てられたマットの角に位置取る。次にレフリーがマット中央へと各レスラーを呼び、握手をし、着衣を検査し、汗、油状あるいはグリース状物質、およびその他全ての違反に関して点検を行う。2人のレスラーは次に挨拶を交わし、握手をし、レフリーがホイッスルを吹いてピリオドが始まる。
試合の終了に際して、レフリーは審判テーブルを向いてマットの中央に立つ。両レスラーは次に握手をし、レフリーの両側に立って、試合結果を待つ。次にレフリーは勝者の手を掲げて勝者を宣言し、それぞれのレスラーはレフリーおよび対戦相手のコーチと握手する。

### 得点

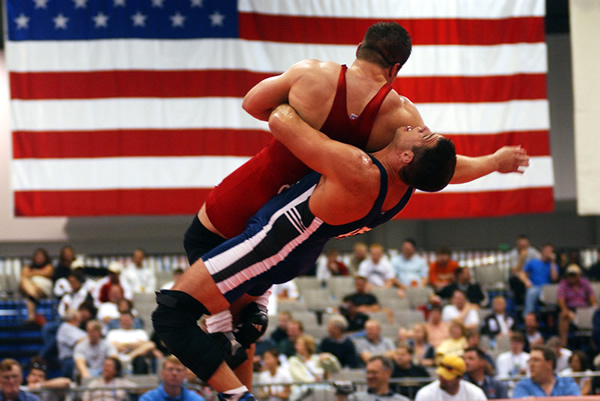
グレコローマンの試合で5点の投げを試みている。

グレコローマンレスリングでは、得点は以下のやり方で得ることができる。
- 1点 - 場外。オーダードパーテレ（一方がマットに腹這いの状態で再開）適用時に積極的レスラーに1点。チャレンジ失敗〈相手に1点〉。
- 2点 - テイクダウン、ガッツレンチ（ローリング）。デンジャーポジション（フォールに近い態勢でブリッジで耐えている状態）。コレクトホールド（ホールドで相手がデンジャーポジションに着地しなかった時）。
- 4点 - スモールアンプリチュードでダイレクトデンジャーポジション。グランドアンプリチュードでノーデンジャーポジション。
- 5点 - グランドアンプリチュード（相手を持ち上げて高い弧を描いて投げる）でダイレクトデンジャーポジション。
- 反則 - 警告で2点。攻撃者の反則は1回目に注意が行われ2回目に警告で1点。防御者の足の反則は1回目に警告で2点。

## 勝利条件

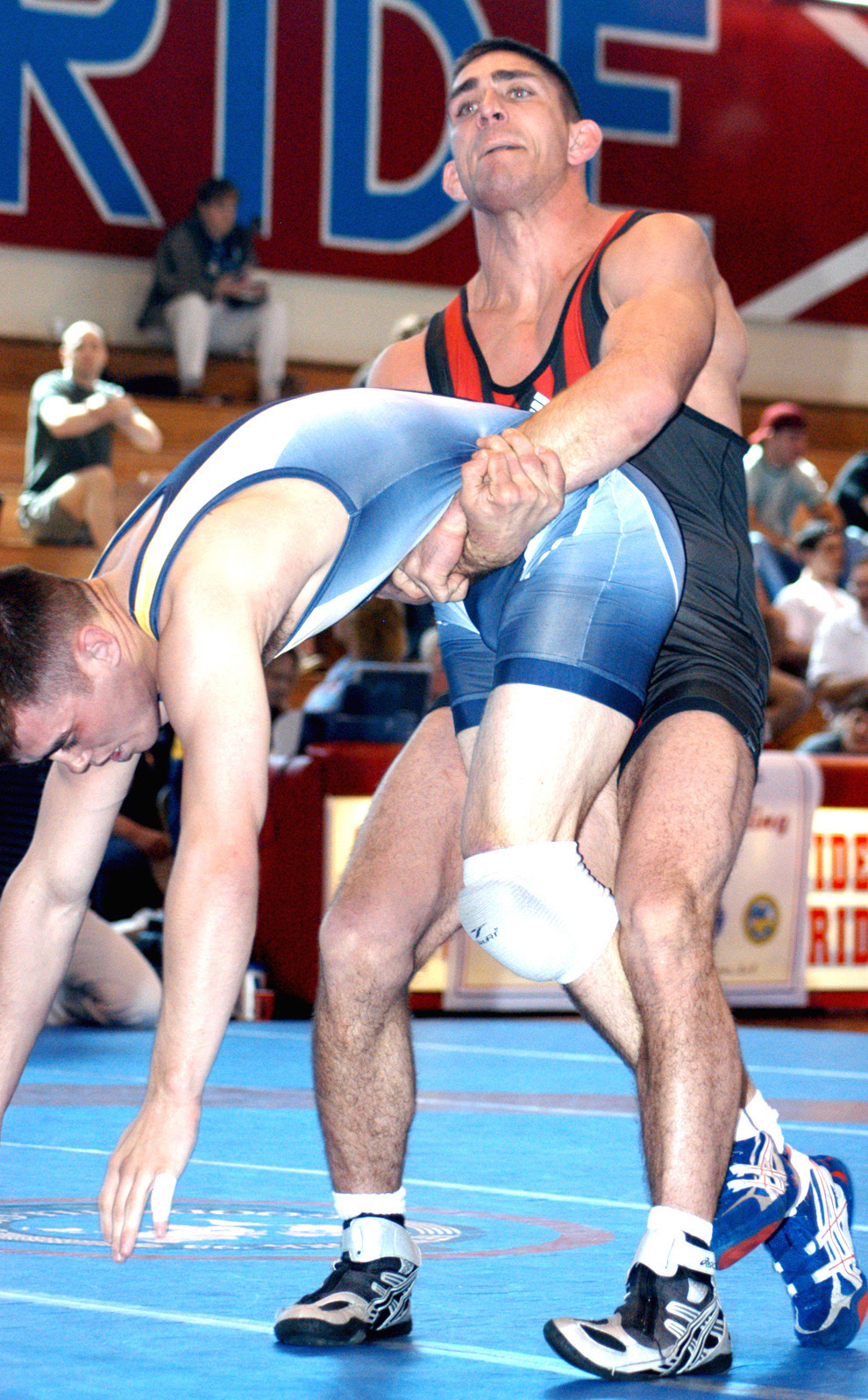
グレコローマンレスリングでは、攻撃および防御における脚の使用が禁止されている。これは、得点が多くのグランドアンプリチュード投げで得られることを意味する。写真で示されているようなリフティングの技術は必須である。

フォールによる勝利
レスリングの試合の目的はフォールと呼ばれる行為によって勝利を得ることである。フォールはピンとも呼ばれ、一方の選手が対戦相手の両肩を同時にマットに付けた時に生じる。グレコローマンとフリースタイルでは、守備側のレスラーの両肩はレフリーが「フォールの完全なコントロール」を観察するのに十分長く（大抵は0.5秒から2秒ぐらい）マットに付いていなければならない。得点差にかかわらず、フォールが認められた時点で試合は完全に終了する。
技術的優位性による勝利（テクニカルフォールとも呼ばれる）
フォールによって決着が着かなかった場合は、単純に得点が多い側がピリオドを取る。一方のレスラーの点数のリードが8点となった場合、技術的優位性によって試合の勝者となる。
ポイント（判定）による勝利
どちらのレスラーもフォールあるいは技術的優位性のいずれも達成できなかった場合、試合中により多くのポイントを得たレスラーが勝者となる。同点の場合、一定の基準によって勝者が決定される。
不戦勝・棄権試合による勝利
負傷棄権の試合による勝利
罰則による失格

## グレコローマンスタイルの技、技術
- 浴びせ倒し
- 胴タックル
- ダックアンダー（腋くぐりタックル）
- ダブルリストアームサルト（居反り）
- アームドラッグ（ツー・オン・ワン）
- 櫓投げ
- 反り投げ
  - フロントスープレックス
  - 横についてバックドロップ
  - バック投げ
  - かんぬきスープレックス（ダブルオーバーフックスープレックス、サルト）
- 水車落とし
- 隅落とし
- がぶり返し
- 一本背負い
  - 逆一本
  - ぶら下がり一本
  - 巻き投げ
- 首投げ
- 腰投げ
- 飛行機投げ
- ガットレンチ（ローリング）
- 俵返し

## 著名なグレコローマンレスラー

### オリンピック金メダリストおよび世界チャンピオン
- アレクサンドル・カレリン
- ミハイン・ロペス
- カール・ヴェステルグレーン
- ヴァレリー・レザンツェフ（英語版）
- ハムザ・イェルリカヤ（英語版）
- コズマ・イシュトヴァーン（英語版）
- ロマン・ヴラソフ（英語版）
- 沈權虎（英語版）
- オレクサンドル・コルチンスキー（英語版）

### 総合格闘技
- ダン・スバーン
- ダン・ヘンダーソン
- チェール・ソネン
- ジョン・ジョーンズ
- ランディ・クートゥア
- アレクサンダー・ヴォルカノフスキー
- モフサル・エフロエフ
- マット・リンドランド
- ドン・フライ
- マルク・マドセン
- マット・ハミル
- ジョー・ウォーレン
- ブランドン・ヴェラ

### プロレスリング
- ジョージ・ハッケンシュミット
- スタニスラウス・ズビシュコ
- ルー・テーズ
- カール・ゴッチ
- アルベルト・ロドリゲス
- コシロ・バジリ
- ブラッド・レイガンズ
- 永田裕志
- チャズ・ベッツ
- ニコラ・ボゴイェビッチ

## 推薦文献
- International Federation of Associated Wrestling Styles. “Greco-Roman Wrestling”.   FILA. 2011年7月11日時点のオリジナルよりアーカイブ。2008年10月28日閲覧。
- International Federation of Associated Wrestling Styles (2006年12月1日). “International Wrestling Rules: Greco-Roman Wrestling, Freestyle Wrestling, Women's Wrestling”.   FILA. 2011年6月7日時点のオリジナルよりアーカイブ。2008年10月28日閲覧。
- USA Wrestling (2009年2月1日). “International Wrestling Rules: Greco-Roman Wrestling, Freestyle Wrestling, Women's Wrestling, modified for USA Wrestling”.  USAW. 2014年7月2日時点のオリジナルよりアーカイブ。2009年3月19日閲覧。
- Poliakoff, Michael (1996). “Wrestling, Freestyle”. In Christensen, Karen. Encyclopedia of World Sport: From Ancient Times to the Present. 3. Santa Barbara, California: ABC-CLIO, Inc.. pp. 1189–1193. ISBN 0-87436-819-7
- Poliakoff, Michael (1996). “Wrestling, Greco-Roman”. In Christensen, Karen. Encyclopedia of World Sport: From Ancient Times to the Present. 3. Santa Barbara, California: ABC-CLIO, Inc.. pp. 1194–1196. ISBN 0-87436-819-7
- Armstrong, Walter (1890). “Wrestling, Greco-Roman”. In Armstrong, Walter. Wrestling. 1. New York: Frederick A. Stokes Company.. p. 52
- Edmond Desbonnet, Les Rois de la Lutte, Berger-Levrault, Paris, 1910